# Parectopa thermopsella
Parectopa thermopsella är en fjärilsart som först beskrevs av Victor Toucey Chambers 1875.  Parectopa thermopsella ingår i släktet Parectopa och familjen styltmalar. Inga underarter finns listade i Catalogue of Life.